# Модерни времена
„Модерни времена“ (1936) е квазиням филм, режисиран и продуциран от Чарли Чаплин, който също е автор на сценария, композитор на музиката, и изпълнител на главната роля.
Появил се девет години след първите озвучени филми, „Модерни времена“ е последният пълнометражен ням филм на Чаплин. Наричат го „квазиням“, тъй като, макар че в него не присъства сихронизиран гласов диалог, гласове и звуци се произвеждат от машини (например, машината за хранене), телевизионни екрани (големият екран, тип Big Brother, който предхожда книгата на Оруел „1984“), а истинският глас на Чаплин може да се чуе при изпълнението на песен. Присъстват специални звукови ефекти и оригинална музика.
В този филм се появява за последен път „Скитника“ (the Tramp) – популярният малък човек с бомбе, мустаци, големи обувки, широки панталони, тясно сако и бастунче. Това е произведението с което изгрява звездата на актрисата Полет Годар, която през същата година става и съпруга на Чаплин.

## Сюжет
Героят е работник на поточна линия. Тежката и монотонна работа е причина за нервен срив, който го изпраща в болница и оставя без работа. След като попада случайно в редиците на протестиращи работници, е арестуван и попада в затвора, погрешно заподозрян като комунистически лидер. Впоследствие отново е на улицата. Работи за кратко като нощен пазач в универсален магазин, работник в корабостроителница, техник в завод, пеещ сервитьор, докато отново остава безработен.
Запознава се с бездомно момиче, с което се опитват да създадат дом и уют, но опитите им непрекъснато биват осуетявани от икономическата ситуация и властите.

## Исторически контекст
Действието се развива през 30-те години на 20 век, по време на Голямата депресия. Основни теми във филма са безработицата, бедността, гладът, борбата на пролетариата срещу дехуманизиращото влияние на машината в индустриалната епоха (по времето на поточната линия на Хенри Форд) и различни социални институции.